# Acolutha canicosta
Acolutha canicosta är en fjärilsart som beskrevs av W. Warren 1906. Acolutha canicosta ingår i släktet Acolutha och familjen mätare. Inga underarter finns listade i Catalogue of Life.